# ISO 3166-2:GQ

Provinzen Äquatorialguineas

Die Liste der ISO-3166-2-Codes für  Äquatorialguinea enthält die Codes für die zwei Regionen und acht Provinzen.

Die Codes bestehen aus zwei Teilen, die durch einen Bindestrich voneinander getrennt sind. Der erste Teil gibt den Landescode gemäß ISO 3166-1 (für  Äquatorialguinea GQ), der zweite den Code für die Region oder Provinz wieder.
Die aktuellen Codes stehen auf der Seite der ISO unter #iso:code:3166:GQ zur Verfügung.

| Region             | Code |
| ------------------ | ---- |
| Región Continental | GQ-C |
| Región Insular     | GQ-I |

| Provinz     | Code  | zu Region |
| ----------- | ----- | --------- |
| Annobón     | GQ-AN | I         |
| Bioko Norte | GQ-BN | I         |
| Bioko Sur   | GQ-BS | I         |
| Centro Sur  | GQ-CS | C         |
| Djibloho    | GQ-DJ | C         |
| Kié-Ntem    | GQ-KN | C         |
| Litoral     | GQ-LI | C         |
| Wele-Nzas   | GQ-WN | C         |